# SLAM (портативная мина)
SLAM (англ. Selectable Lightweight Attack Munition) — американская многоцелевая малогабаритная мина, принятая на вооружение сил специальных операций ВС США. Основным назначением мины является уничтожение легкобронированной техники, самолётов на аэродромах, складов боеприпасов и т.д. Достаточно высокая поражающая способность мины при незначительных массогабаритных параметрах делают её весьма удобным средством организации засад на дорогах и диверсий. Так же отмечается удобство её применения для захвата пленных в тех ситуациях, когда использование более мощных противотанковых мин может не только поразить транспортное средство, но и уничтожить в нём то, что нужно разведгруппе.
Создание мины было осуществлено американской компанией Alliant Tech Systems, старт разработки произошёл в марте 1990 года. По данным на 2011 год Alliant Tech Systems продолжает предлагать мину потенциальным покупателям. В 2011 году появились сообщения, что Alliant Techsystems получила контракт на доработку имеющихся мин M4 SLAM до уровня M4A1 и производство тренировочных комплектов M320A1 к минам SLAM. Общая сумма сделки составляла 45,7 млн долларов.

## Принцип действия и устройство
Уничтожение цели при подрыве мины осуществляется с помощью ударного ядра.
Мина оснащается универсальным взрывателем с магнитным сенсором, пассивным инфракрасным датчиком и электронным таймером, который инициирует подрыв через 15, 30, 45 или 60 минут. Помимо этого возможно применение в управляемом варианте с помощью электродетонаторов M6. Мина снабжена предохранителем, который взаимодействует с рычагом взведения в боевое положение на передней части корпуса.
Выпускается в следующих основных модификациях:
- M2 (для сил спецопераций) с устройством самонейтрализации, маркируется зелёным цветом с чёрной боеголовкой.
- M3 (для сил спецопераций) управляемый вариант.
- M4 и M4E1 (для армии) с устройством самоликвидации, маркируется зелёным цветом с зелёной боеголовкой[1][4].

## Тактико-технические характеристики
Вес мины — 1 кг.
Габаритные размеры 5,2 × 3,5 × 2,2 дюйма
Рабочая дистанция инфракрасного датчика — до 7,5 м.
Диапазон дистанций, на которых ударное ядро сохраняет поражающий эффект — 0,12-7,5 м.
Временной интервал для самонейтрализации или самоликвидации — 4, 10 или 24 часа.
Водостойкость вплоть до глубин 2 метра.